# Plectris obtusa
Plectris obtusa är en skalbaggsart som beskrevs av Hermann Burmeister 1855. Plectris obtusa ingår i släktet Plectris och familjen Melolonthidae. Inga underarter finns listade i Catalogue of Life.